# Sonia Scotti
Giulia Sonia Scotti (Bari, 4 luglio 1945) è una doppiatrice, direttrice del doppiaggio e attrice italiana.

## Biografia
Figlia d'arte, il padre è l'attore Gino Scotti e la madre la cantante Wanda Salerno; Sonia Scotti ha esordito come attrice nel 1951, all'età di cinque anni, nel film Bellissima di Luchino Visconti, in cui canta Trieste mia. Già da bambina ha iniziato a doppiare, lavorando in molti film importanti tra i quali I vitelloni (1953) e La strada (1954). Nel 1965 appare nel film dell'orrore Sfida al diavolo, in cui canta la canzone Ti hanno visto, pubblicata l'anno successivo come singolo (Ti hanno visto / Cono panna e fragola, Philips) sotto il nome d'arte di Sonia. Per alcuni anni ha vissuto in Argentina assieme al padre, esibendosi in spettacoli televisivi e incidendo dischi come cantante.
Ha doppiato l'attrice Whoopi Goldberg nella maggior parte delle sue interpretazioni cinematografiche, doppiando inoltre Glenn Close e Judi Dench, fra le altre; nei prodotti animati Disney ha anche dato la voce a Ursula nell'edizione italiana de La sirenetta, a Kala in Tarzan e nei seguiti e, nell'ambito dell'animazione nipponica, a Rem in Death Note e a Yubaba e Zeniba ne La città incantata. A partire dalla 23ª stagione de I Simpson presta la voce a Marge Simpson, sostituendo Liù Bosisio.
Nel luglio 2013 ha ricevuto il Leggio d'oro per la voce femminile dell'anno.

### Vita privata
Sorella del doppiatore Eugenio Marinelli, è vedova del doppiatore Vittorio Amandola e ha due figli, Rachele Paolelli, attrice e doppiatrice, e Mario Alessandro Paolelli, ingegnere e commediografo.

## Filmografia

### Cinema
- Bellissima, regia di Luchino Visconti (1951)
- Trieste mia!, regia di Mario Costa (1952)
- Cento piccole mamme, regia di Giulio Morelli (1952)
- Tre storie proibite, regia di Augusto Genina (1952)
- Sfida al diavolo, regia di Giuseppe Vegezzi (1963)
- La industria del matrimonio, regia di Fernando Ayala, Enrique Carreras e Luis Saslavsky (1965)
- Camere da letto, regia di Simona Izzo (1997)
- La vera madre, regia di Gianfranco Albano (1999)[4]
- Una moglie bellissima, regia di Leonardo Pieraccioni (2007)
- Sotto una buona stella, regia di Carlo Verdone (2014)

### Televisione
- Caro maestro (1998) - serie TV, episodi 2x02 e 2x05, regia di Rossella Izzo (1997)
- Una donna per amico, regia di Rossella Izzo (1998)
- Con gli occhi dell'assassino - film TV, regia di Corrado Colombo (2001)
- Ricominciare - soap opera, regia di vari (2000/2001)
- Una vita sottile - film TV, regia di Gianfranco Albano (2003)
- Don Matteo - serie TV, episodi 4x05 e 4x19, regia di Giulio Base (2003)
- Le ragazze di San Frediano - film TV, regia di Vittorio Sindoni (2007)

## Doppiaggio

### Film
- Whoopi Goldberg in Sister Act - Una svitata in abito da suora, Affittasi ladra, Sarafina! Il profumo della libertà, Ghost - Fantasma, Made in America, Bogus - L'amico immaginario, A proposito di donne, Funny Money - Come fare i soldi senza lavorare, T-Rex - Il mio amico Dino, Hollywood brucia, Cinderella , In fondo al cuore, Le avventure di Rocky e Bullwinkle, Una moglie per papà, Venga il tuo regno, Monkeybone, Homie Spumoni - L'amore non ha colore, I Muppet, In viaggio con mio figlio
- Glenn Close in Il mistero Von Bulow, Amleto, La casa degli spiriti, Le relazioni pericolose, Le cose che so di lei, La sicurezza degli oggetti, Le Divorce - Americane a Parigi, La donna perfetta, Elegia americana, Brothers
- Judi Dench in GoldenEye, Il domani non muore mai, Il mondo non basta, La morte può attendere, The Chronicles of Riddick, Casino Royale, Quantum of Solace, Skyfall, Spectre, Miss Peregrine - La casa dei ragazzi speciali, Assassinio sull'Orient Express
- Linda Fiorentino in Jade
- Lois Smith in Lady Bird
- Irma P. Hall in Mezzanotte nel giardino del bene e del male, Ladykillers, Collateral
- Margo Martindale in Orphan, Buttiamo giù l'uomo
- Kathy Bates in Appuntamento con l'amore, The Miracle Club
- Fionnula Flanagan ne I sublimi segreti delle Ya-Ya sisters
- Mary Steenburgen in La foresta silenziosa
- Brenda Fricker in Ritorno a Tara Road
- Gloria Foster in Matrix Reloaded
- Mary Alice in Matrix Revolutions
- Cher in Jimmy Dean, Jimmy Dean
- Kate Capshaw in Black Rain - Pioggia sporca
- Joan Plowright in La lettera scarlatta
- Jenette Goldstein in Aliens - Scontro finale
- Marisa Paredes in Tutto su mia madre
- Caroline Aaron in Se solo fosse vero
- Rosemary Forsyth in Rivelazioni
- Anna Karina in Ultima estate a Tangeri
- Cherie Lunghi in Oliver Twist
- Isla Blair in L'isola del tesoro
- Janet Agren in Sogni mostruosamente proibiti
- Fiona Shaw in Jane Eyre
- Lesley Ann Warren in Il tesoro dello Yankee Zephyr

### Film d'animazione
- Kala in Tarzan, Tarzan 2
- Ursula ne La sirenetta
- Yubaba e Zeniba ne La città incantata (entrambi i doppiaggi)
- Mamamametchi e Makiko in Tamagotchi il film
- Morgana ne La sirenetta II - Ritorno agli abissi
- Miriam ne La grande storia di Davide e Golia
- Darlin in Piccolo grande eroe
- Dola in Laputa - Castello nel cielo (entrambi i doppiaggi)
- Donna robusta in Kirikù e gli animali selvaggi
- La nonna in Zero Zero
- La Sciamana ne I Simpson - Il film
- Eleonora in Nat e il segreto di Eleonora
- Stretch in Toy Story 3 - La grande fuga
- La Regina in Z la formica
- Shama ne I Lunes e la sfera di Lasifer
- Zirconia in Pretty Guardian Sailor Moon Eternal - Il film

### Serie televisive e miniserie
- Whoopi Goldberg in Alice nel Paese delle Meraviglie, C'era una volta nel Paese delle Meraviglie, Law & Order: Criminal Intent, The Stand, David Copperfield - L'uomo impossibile
- Lorraine Toussaint in Into the Badlands
- Beverly D'Angelo in Insatiable
- Karen Grassle ne La casa nella prateria
- Marlene Forte in Fear the Walking Dead
- Mimi Kennedy in  Mom
- Mia Farrow in Peyton Place
- Angela Leal in Agua Viva
- Liliana Durán in Capriccio e passione
- Claudia Islas in Cuore selvaggio
- Mira Palheta in Dancin' Days
- Zulma Faiad in Flor - Speciale come te
- Graciela Pal in La forza dell'amore
- Çigdem Selisik Onat in The Protector
- Cecilia Villareal in Leonela
- Marta Gonzalez in Milagros
- Cristina Allende in Povera Clara
- CCH Pounder in Millennium
- Margo Martindale in A Gifted Man
- Rosemarie Fendel in Una famiglia
- Pam Ferris in Miss Marple
- Aloma Wright in Tyler Perry's Young Dylan
- Casey Camp-Horinek in Avatar - La leggenda di Aang

### Serie animate
- Marge Bouvier Simpson (2ª voce, st.23+), Jacqueline Bouvier (st.23+, 2ª voce), Mona Simpson (ep. 15x18 e 19x19), Judi Dench e Veronica/Leslie Robin Swisher ne I Simpson
- Petunia (st. 6-7), Signora Astor, Allenatrice (ep. 7x06) e Abuelatron Rodriguez in Futurama[5]
- Natalia (ep.16.3) e Marge Bouvier Simpson (ep.13.1, 2ª voce) ne I Griffin
- Kala ne La leggenda di Tarzan
- Cobra Queen in Freakazoid!
- Chappy e Nippo in La maga Chappy
- Regina della notte e Spirito dell'acqua (prima voce) ne L'uccellino azzurro
- Rem in Death Note
- Maria Antonietta ne Il Tulipano Nero - La Stella della Senna
- Nonna Joanne ne Lo straordinario mondo di Gumball, episodio 3x10
- Nova Forester in Star Blazers, (stagioni 1 e 2)
- Kum Kum, Il Cavernicolo (voce Kum)
- Lacan in Ergo Proxy

### Film TV
- Angelina Hantseykims in Holiday Heist - Mamma, ho visto un fantasma

### Videogiochi
- M in Quantum of Solace,[6] GoldenEye[7]

## Audiolibri
- David Copperfield

## Riconoscimenti
- Premio Voci nell'Ombra alla Miglior Voce Caratterista - Sezione Cinema per il doppiaggio di Marisa Parades in Tutto su mia madre - 2000
- Premio alla Carriera Femminile al Gran Galà del Doppiaggio - Romics - 2008.
- Leggio d'oro alla voce femminile dell'anno - 2013.